# Neo-noir
El neo-noir (del grec neo, «nou», i del francès noir, «negre») és un estil de cinema que utilitza gran part dels elements del cinema negre, és a dir, històries sinistres presentades sovint amb una atmosfera ombrívola, però que tracta temes amb continguts actualitzats, i en què estèticament s'observen elements que van estar absents a les pel·lícules de cinema negre clàssic de les dècades del 1940 i 1950.

## Història
El terme «cinema negre» va ser utilitzat per primera vegada pel crític Nino Frank el 1946, però no va ser emprat per realitzadors, crítics i públic en general fins alguns anys després. L'era clàssica del cinema negre és sovint emmarcada en l'època posterior a la Segona Guerra Mundial, aproximadament entre 1945 i 1960. Ja siguin drames criminals o thrillers psicològics, el cinema negre va produir diverses pel·lícules amb temes i recursos argumentals en comú, i molts elements visuals distintius. Els personatges eren sovint antiherois conflictius, imbricats en una situació difícil i desesperant en el marc d'un sistema moral nihilista. Els elements visuals inclouen una il·luminació discreta, destacant l'ús del clarobscur, i càmeres col·locades en llocs inusuals.
Des de principis de la dècada del 1960 algunes pel·lícules neo-noir han tingut un impacte significatiu en altres gèneres. Normalment incorporen tant temàtiques com elements visuals que recorden al cinema negre i, igual que moltes de les pel·lícules clàssiques de cinema negre que van ser produïdes de forma independent atesa la manca d'atenció que rebien per part dels estudis de Hollywood, moltes pel·lícules neo-noir són també independents.
Des de la dècada del 1970, les pel·lícules neo-noir són conscients de la realitat moderna i la tecnologia, detalls que estaven típicament absents o eren de poca importància per als arguments de les pel·lícules clàssiques de cinema negre. Els temes moderns emprats en aquestes pel·lícules inclouen crisis d'identitat, problemes de memòria i subjectivitat, els dilemes tecnològics i les seves ramificacions socials. De la mateixa manera, el terme es pot ampliar cap a altres treballs de ficció que incorporen aquests elements.